# Accounts of Chemical Research
Accounts of Chemical Research je recenzovaný půlměsíčník vydávaný Americkou chemickou společností od roku 1968, vydávající vědecké práce v oblasti chemie a biochemie. Šéfredaktorkou je Cynthia J. Burrows z Utažské univerzity.

## Indexování
Časopis je indexován v těchto databázích:
- Chemical Abstracts Service
- CAB International
- Current Contents/Life Sciences
- Current Contents/Physical, Chemical & Earth Sciences
- EBSCO databases
- ProQuest databases
- PubMed
- Scopus
- Science Citation Index Expanded

K roku 2023 měl tento časopis impakt faktor 16,4.